# Bastos (țigări)
Bastos este o marcă de țigări deținută de grupul Imperial Tobacco. Anterior s-a aflat în proprietatea societății Altadis, cumpărată de către corporația multinațională britanică în anul 2008.

## Istoric
Călătorind de la Málaga la Oran în anii 1830, creatorul mărcii, Juan Bastos (1817-1889), a constatat foarte repede oportunitatea de a crea o afacere în domeniul exploatării tutunului. A înființat o fabrică de țigarete în anul 1838 în orașul Oran.

## În cultura populară
În romanul Căpitanul Conan (1934) al scriitorului francez Roger Vercel, distins cu premiul Goncourt, locotenentul Norbert (naratorul romanului) îi oferă câteva țigări Bastos preotului militar Dubreuil în anul următor încheierii Primului Război Mondial. Preotul îl refuză politicos, spunându-i: „Astea-s țigări pentru copiii de cor, domnule locotenent”, după care își umple pipa cu tutun.